# یانک تومباک
یانک تومباک (استونیایی: Janek Tombak؛ زادهٔ ۲۲ ژوئیهٔ ۱۹۷۶) دوچرخه‌سوار اهل استونی است.
وی در مسابقات مهمی همچون بازی‌های المپیک تابستانی ۲۰۰۴ و تور دو فرانس ۲۰۰۴ و ۲۰۰۵ شرکت کرده است.